# Els dotze del patíbul
Els dotze del patíbul (títol original en anglès The Dirty Dozen) és una pel·lícula estatunidenca dirigida per Robert Aldrich i estrenada l'any 1967. Ha estat doblada al català.
El guió es basa en el best-seller de 1965 de E. M. Nathanson, que es va inspirar en una unitat real de la Segona Guerra Mundial d'especialistes en demolició darrere de les línies de la 101a Divisió Aerotransportada anomenada Filthy Thirteen.

## Argument[4]
El major Reisman (Lee Marvin), un militar expert en la guerra de guerrilles, i tota una eminència en el sabotatge de l'enemic, rep l'ordre de realitzar una missió suïcida, i molt bruta, que es basa a convertir l'escòria de l'exèrcit en la veritable elit. La missió consisteix a llançar un grup de paracaigudistes prop a una mansió en la qual oficials de l'exèrcit alemany tenen instal·lat un lloc d'alt comandament, centre de vacances i fort de defensa, prendre-la per sorpresa, dinamitar el soterrani per tal de causar la mort de la major quantitat d'oficials alemanys per desmoralitzar l'exèrcit alemany, i per acabar, fugir si és possible. Després de seleccionar els seus homes, el major dels entrena amb mà dura però justa, amb el que es guanya la confiança del grup, afrontant-se fins i tot a oficials de major rang, per tal de demostrar que els bons soldats sempre ho segueixen sent tot i els seus errors. Quan arriba el moment, tots estan preparats per dur a terme la missió, però a poc a poc es fa malbé el pla, i han d'improvisar per tal de complir amb la missió.

## Repartiment
- Lee Marvin: Comandant John Reisman
- Charles Bronson: Joseph T. Wladislaw
- John Cassavetes: Victor P. Franko
- Jim Brown: Robert T. Jefferson
- Telly Savalas: Archer J. Maggott
- Donald Sutherland: Vernon L. Pinkley
- Robert Ryan: Coronel Everett Dasher-Breed
- Ernest Borgnine: General Worden
- George Kennedy: Major Max Armbruster
- Clint Walker: Samson Posey
- Richard Jaeckel: Sargent Clyde Bowren
- Ralph Meeker: Capità Stuart Kinder
- Tom Busby: Milo Vladek
- Ben Carruthers: Glenn Gilpin
- Stuart Cooper: Roscoe Lever
- Trini López: Pedro Jimenez
- Colin Maitland: Seth K. Sawyer
- Al Mancini: Tassos R. Bravos
- Robert Phillips: Caporal Carl Morgan
- Robert Webber: General Denton
- George Roubicek: Arthur James Gardner
- Thick Wilson: Ajudant del General Worden
- Dora Reisser: Dona d'oficial alemany

## Recepció

### Taquilla
Els dotze del patíbul va ser un gran èxit comercial. En els seus primers cinc dies a Nova York, la pel·lícula va recaptar 103.849 dòlars en 2 sales.
Produït amb un pressupost de 5,4 milions de dòlars, va obtenir 7,5 milions de dòlars en les seves cinc primeres setmanes al cinema a partir de 1.152 reserves i 625 impressions, una de les pel·lícules més taquilleres en aquell moment; tanmateix, a l'enquesta setmanal de taquilla de Variety, basada en una mostra de teatres clau de la ciutat, només va arribar al segon lloc a la taquilla dels Estats Units darrere de Només es viu dues vegades fins que finalment va assolir el número u en la seva sisena setmana. Finalment va obtenir lloguers de 24,2 milions de dòlars als Estats Units i al Canadà amb un import brut de 45,3 milions de dòlars. Va ser la quarta pel·lícula més taquillera de 1967 i la pel·lícula de MGM més taquillera de l'any. També va ser un èxit a França, amb 4.672.628 entrades.
Coincidint amb la seva estrena, Dell Comics va publicar un còmic The Dirty Dozen l'octubre de 1967.

### Premis
| Premi                   | Categoria                      | Nominat(s)                                  | Resultat  |
| ----------------------- | ------------------------------ | ------------------------------------------- | --------- |
| Oscar                   | Millor actor secundari         | John Cassavetes                             | Nominat   |
| Oscar                   | Millor muntatge                | Michael Luciano                             | Nominat   |
| Oscar                   | Millor so                      | Metro-Goldwyn-Mayer Studio Sound Department | Nominat   |
| Oscar                   | Millors efectes de so          | John Poyner                                 | Guanyador |
| American Cinema Editors | Millor llargmetratge editat    | Michael Luciano                             | Guanyador |
| Sindicat de Directors   | Direcció excepcional en cinema | Robert Aldrich                              | Nominat   |
| Premis Globus d'Or      | Millor actor secundari         | John Cassavetes                             | Nominat   |
| Premis Laurel           | Acció-Drama                    | Acció-Drama                                 | Nominat   |
| Premis Laurel           | Interpretació d'acció          | Lee Marvin                                  | Guanyador |
| Premis Laurel           | Actor secundari                | Jim Brown                                   | Nominat   |
| Premis Laurel           | Actor secundari                | John Cassavetes                             | Nominat   |
| Photoplay               | Medalla d'Or                   | Medalla d'Or                                | Guanyador |

A més la pel·lícula ha estat reconeguda per l'American Film Institute en les llistes següents:
- 2001: AFI's 100 anys... 100 emocions – No. 65[13]
- 2003: AFI's 100 anys... 100 herois i dolents:
  - The Dirty Dozen – Nominada a herois[14]
- 2006: AFI's 100 Years... 100 inspiracions – Nominada[15]